# Аназа
Аназа (арап. عنزة‎‎, `Анизах, `Аниза) је арапско племе насељено на Арапском полуострву, Ираку и Леванту.

## Генеалогија и порекло
Постојање Аназзе као аутономне племенске групе, као и многих истакнутих данашњих племена, датира пре појаве ислама у VII веку. Класични арапски родословци сврстали су 'Анизах' у велики огранак племена Раби'а из Аднанита (северна Абрија) племена, заједно са племенима Абдул Кајса, Бакр ибн Ва'ила, Бани Ханифа и Таглиб. У генеалошкој шеми, Аназин је истински предак и близак сродник свих ових племена.
Две главне гране "Аназе" забележили су рани муслимански научници. Једна грана била је номадска, живевши у северним Арапским степама које се граниче са Сиријом и Месопотамијом. Друго племе, познато под називом Бани Хизан, било је седентарно (стално настањено), и живело је око вадиа у окружењу Ел Јамаме у источном Наџду, јужно од својих наводних рођака, Бани Ханифа који потичу од Бакр ибн Ва'ил, који су се населили данашњем Ријаду. Породице које прате њихово порекло до 'Анизаха кроз Хизана и данас постоје у тој области.
Друга племена Раби'а била су далеко више истакнута у догађајима касне предисламске Арабије и ране исламске ере (види Бану Ханифа, Таглиб и Бакр). Према историчарима као што је Ел Табари (10. век), Аназа се придружила Бакр ибн Ва'илу под савезом који су назвали "Ел Лахазим". Многа од ових племена су била следбеници хришћанске вере пре ислама. Други, као што је бани Таглиб, остали су углавном хришћанска и након исламског освајања Месопотамије и Леванта.

## Савремена историја

### Аназа у Сирији и Ираку
Модерно племе 'Анеза' постало је истакнуто у османском добу, као управници оаза градова северозападне Арабије, посебно Хајбара и Ел Ула. Иако сами нису били пољошривредници, племе"Аниза" је наплаћивало житарице од становника, а само је проводило зимске месеце у тој области, док би мигрирали према северу у јужну Сирију у летњим месецима, где су сакупљали давек од становника регије Хавран. Тај данk је био познат као кхува ("братство"), а у замену су се племена обавезала да штите пољопривредника од других племена. Други кланови племена раширила су се преко северних арапских степа, далеко према северу и истоку као Еуфрата. Према Енциклопедији ислама, "није познато одакле су дошли", док су многи попут западњачких путника Филби и Ен Блант једноставно претпоставили да су недавно мигрирали из Наџда, јер су их друга племена потиснула северно у Сирију. Међутим, племе се не појављује у историјским или генеалошким записима Неџда, а чланови племена постављају миграције из Сирије и Ирака према југу до Наџда, који се удружују са изворним земљама Бакр ибн Ва'ил. Конкретно, верује се да су пореклом из области Ајн Тамр у пустињи Ирака у близини Кербале. У 19. веку швајцарски путник Буркхардт и британски путописац Даутли посетили су племе у његовом упоришту Хајбара и прикупили многе детаље о бедуинском животу.
Једна грана "Анизаха" у тој области, сконцентрисана на Ел Џоуф у долину Вади Сархана која се простирала на Јордан и Сирију, постала је толико велика и моћна да се практично развила у независно племе, познато као Рувала. Руваллах се борило са другим огранцима Аниза и постало је архи-непријатељ великог племена Шамар, које је насељавало исто тако сурову (климатски) област и доминирао у Неџду крајем 19. века након привременог свргнућа Ел Сауда. Уобичајено епско казивање о ривалству између два хероја који су потицали из племена Шамар и Аниза објављено је 1992. Племе Рувала је било међу племенима која су учествовала у "арапској побуни" против Османлија 1916. Још једна северна грана `Аниза,` Амарат, била је сконцентрисана у пустињи Ирака.
Према родословима племена, модерно племе у северној Арабији подељено је на следеће огранке:
- Дана Бишр ("деца из Бишра") - који укључује и "Амарат у Ираку".
- Дана Маслам - који укључује племе Рувала из северне Арабије.

### Аназа у Неџду
Ретке хронике Нејда које се односе на пре-вехабитски период повезују процес продора племена у северни и западни Наџд, где су почели да траже пашњаке током зимских месеци. Историчар из 19. века, Ибн Ла'бун, потомак Аниза који је забележен племенским називом "Ел-Ва'или", забележио је причу о насељу неколико Анизи породица у Неџу, које је датирао у 14. век. У 15. веку, регија Ел Касим на северу Наџда се брзо усељавала кроз миграцију, а већину ове активности спроводили су чланови племена "Аниза". У раном 18. вијеку - непосредно пре пораста вахабизма - забележени су бедуини 'Анизе' који су стигли до врата Ријада, убијајући свог владара у борби. Ова битка била је део племенског рата у којем су Ријад и његова суседна села узимали стране. 
Када је вехабијски покрет покренуо прву саудијску државу крајем 18. века, "Аниза је била међу племенима која су усвојила повољан став према овој новој моћи, али су имали мало активне улоге у њеној војној подршци због своје географске локације. Краљевска породица Саудијске Арабије породице Ел Сауд тврди да је део племена Аназа, вероватно зато што је Ел Сауд тврдио да има порекло из Ва'ила, староседелаца овог региона, а не преко племена Аниза, и за разлику од већине других породица Аниза у Неџд-у, не постоји запис о имиграцији предака Ел Сауда са племених територија Аниза.

### 20 век
Ограничено насељавање бедуинских племена у оближњим градовима и сељима је одувек било текући процес у региону. Насељене породице Аниза се могу наћи не само у Саудијској Арабији, где су најзаступљеније, него иу Кувајту, Јордану, Ираку, Сирији и Западној обали, где се село Анзах код Јенина наводно зове по племену.
Успостављање модерних граница на Блиском истоку имало је озбиљан ударац за бедуински начин живота племена као што су "Аниза", који су навикнути на подизање својих животиња на широким подручјима која покривају многе савремене државе. Посебни аранжмани су направљени почетком 20. века за ова племена, али велика већина је завршила у овим новим државама и узимала држављанство Саудијске Арабије, Кувајта, Ирачка, Сирије или Јордана. Ове недавно настањена племе често се разликују од својих седентарних рођака задржавајући племенске називе као што су ел-`Анизи или Ел-Руваили као своја презимена.